# Огава, Наоя
Нао́я Ога́ва (яп. 小川 直也, 31 марта 1968, Токио) — японский дзюдоист, выступал за сборную Японии в конце 1980-х — середине 1990-х годов. Серебряный призёр летних Олимпийских игр в Барселоне, четырёхкратный чемпион мира, чемпион Азии, шестикратный чемпион Японии, победитель многих турниров национального и международного значения. Также известен как рестлер и боец смешанного стиля.

## Биография
Наоя Огава родился 31 марта 1968 года в Токио, вырос в районе Сугинами. Активно заниматься дзюдо начал уже в старших классах школы, продолжал тренироваться во время обучения в колледже и после поступления в 1986 году в Университет Мэйдзи.

### Дзюдо
Первого серьёзного успеха на взрослом международном уровне добился в 1987 году, когда попал в основной состав японской национальной сборной и побывал на чемпионате мира в немецком Эссене, откуда привёз награду золотого достоинства, выигранную в абсолютной весовой категории. Год спустя в той же категории выиграл чемпионат Азии в Дамаске, а ещё через год на мировом первенстве в югославском Белграде одержал победу сразу в двух категориях, абсолютной и тяжёлой. В 1990 году представлял страну на Азиатских играх в Пекине, где получил в тяжёлом весе бронзу.
На чемпионате мира 1991 года в Барселоне Огава вновь выступал в обеих весовых категориях, на этот раз в тяжёлом весе он взял бронзу, а в абсолюте золото, став таким образом четырёхкратным чемпионом мира. Благодаря череде удачных выступлений удостоился права защищать честь страны на летних Олимпийских играх 1992 года в Барселоне — дошёл в категории свыше 95 кг до финала, но в решающем поединке потерпел поражение от грузина Давида Хахалейшвили.
Став серебряным олимпийским призёром, Огава остался в основном составе дзюдоистской команды Японии и продолжил принимать участие в крупнейших международных турнирах. Так, в 1993 году он выступил на мировом первенстве в канадском Гамильтоне, где в абсолютной весовой категории удостоился бронзы. В сезоне 1995 года боролся на домашнем чемпионате мира в Тибе и стал бронзовым призёром в тяжёлом весе. Будучи одним из лидеров японской национальной сборной, благополучно прошёл квалификацию на Олимпийские игры 1996 года в Атланте — после трёх побед проиграл иппоном титулованному французу Давиду Дуйе, а затем в поединке за третье место уступил немцу Франку Мёллеру.
В общей сложности является семикратным призёром Всеяпонского чемпионата по дзюдо, уступая по этому показателю только Ясухиро Ямасите. Обладает семью медалями чемпионатов мира — такое же количество медалей есть только у бельгийца Роберта ван де Валле.

### Рестлинг
Вскоре после Олимпиады Огава был подписан известным промоутером Антонио Иноки и начал тренироваться совместно с реслером Сатору Саямой. Тогда же в 1997 году дебютировал в профессиональном реслинге в рамках организации New Japan Pro-Wrestling, проведя поединок с опытным Синъей Хасимото — противостояние между ними в итоге растянулось на несколько лет.
В марте 1999 года Огава завоевал титул чемпиона NWA в тяжёлом весе, взяв верх над знаменитым американцем Дэном Северном. При первой же защите в октябре он проиграл чемпионский пояс британцу Гэри Стилу, но вскоре уже через месяц вернул его себе в ещё одном победном поединке. В июле 2000 года его лишили титула чемпиона NWA в тяжёлом весе, сделав его вакантным.
В период 2001—2004 Огава выступал в промоушене Pro Wrestling ZERO-ONE, где вместе с Синъей Хасимото дважды становился командным чемпионом и один раз завоевал титул чемпиона Соединённых Штатов. Позже проводил поединки в организации Hustle, а в 2007 году подписал контракт с новообразованной компанией Inoki Genome Federation Антонио Иноки.

### Смешанные единоборства
Первый профессиональный бой в смешанных единоборствах Наоя Огава провёл уже в 1997 году, вскоре после завершения Олимпийских игр и выхода из состава дзюдоистской сборной. В 1999 году присоединился к набиравшей силу организации Pride Fighting Championships, на различных её турнирах победил таких известных бойцов как Гари Гудридж, Масааки Сатакэ, Штефан Леко, Паулу Сезар Силва. Также провёл два боя в промоушене UFO, победив в том числе серебряного олимпийского призёра по греко-римской борьбе Мэтта Гаффари.
К середине 2004 года Огава имел в послужном списке семь побед без единого поражения и в полуфинале гран-при встретился с чемпионом Pride в тяжёлой весовой категории россиянином Фёдором Емельяненко. Уже на первой минуте первого раунда Емельяненко перевёл бой в партер и сделал рычаг локтя, в результате чего японец потерпел первое поражение в ММА.
В 2005 году в рамках Pride Огава провёл бой с бывшим дзюдоистом Хидэхико Ёсидой, своим многолетним конкурентом по национальной сборной. К их противостоянию было приковано внимание всей японской общественности, бойцы получили в качестве гонорара по 2 млн американских долларов, что стало беспрецедентным случаем в истории смешанных единоборств. На седьмой минуте первого раунда Ёсида успешно выполнил рычаг локтя и выиграл. Огава в результате этого поражения принял решение завершить карьеру профессионального бойца ММА.